# Vodní nádrž Střence
Vodní nádrž Střence je vodní nádrž v okrese Třebíč na Ptáčovském potoce, v katastrálním území Okřešice. Byla vybudována v roce 2012 na podmáčeném místě, kde kdysi bývaly mokřady. Má rozlohu 5 hektarů.
Vodní nádrž slouží především k zadržování vody v krajině, nikoliv k chovu ryb. Koupání v ní je možné.
Severozápadně od vodní nádrže se nacházejí také dvě menší jezírka. U východního okraje jezera stojí přístřešek.